# Manot (Izrael)
Manot (hebr. מנות; ang. Manot) – moszaw położony w Samorządzie Regionu Ma’ale Josef, w Dystrykcie Północnym, w Izraelu.

## Położenie
Moszaw Manot jest położony na wysokości 255 metrów n.p.m. w północno-zachodniej części Górnej Galilei. Leży na niewielkim płaskowyżu Giwat Hardalit (263 m n.p.m.), który jest ograniczony od północy wadi strumienia Keziw, a od południa wadi strumienia Sza’al. Okoliczny teren opada w kierunku zachodnim do wzgórz Zachodniej Galilei, i dalej na równinę przybrzeżną Izraela. Okoliczne wzgórza są zalesione. W otoczeniu moszawu Manot znajdują się miasto Ma’alot-Tarszicha, miejscowość Mi’ilja, moszawy Awdon, Ja’ara, Goren, En Ja’akow i Liman, kibuce Elon, Gaton, Kabri, Sa’ar, Geszer ha-Ziw i Maccuwa, oraz wioski komunalne Micpe Hilla i Newe Ziw.

### Podział administracyjny
Manot jest położony w Samorządzie Regionu Ma’ale Josef, w Poddystrykcie Akka, w Dystrykcie Północnym Izraela.

## Demografia
Stałymi mieszkańcami moszawu są wyłącznie Żydzi. Tutejsza populacja jest świecka:

Źródło danych: Central Bureau of Statistics.

## Historia
Moszaw został założony w 1980 roku w ramach rządowego projektu Perspektywy Galilei, którego celem było wzmocnienie pozycji demograficznej społeczności żydowskiej na północy kraju. Grupa założycielska składała się z mieszkańców istniejących w regionie wiosek, dla których nie było już dostępnych gruntów pod założenie własnego gospodarstwa rodzinnego. Istnieją plany rozbudowy osady.

## Edukacja
Moszaw utrzymuje przedszkole. Starsze dzieci są dowożone do szkoły podstawowej w moszawie Becet lub szkoły średniej przy kibucu Kabri.

## Kultura i sport
W moszawie znajduje się ośrodek kultury z biblioteką. Z obiektów sportowych jest boisko do piłki nożnej.

## Infrastruktura
W moszawie jest przychodnia zdrowia, synagoga, sklep wielobranżowy oraz warsztat mechaniczny.

## Turystyka
Okoliczne tereny Górnej Galilei są atrakcyjnym obszarem do turystyki pieszej. W pobliżu jest położony rezerwat przyrody strumienia Keziw i Park Narodowy Montfort. W moszawie istnieje możliwość wynajęcia noclegu.

## Gospodarka
Gospodarka moszawu opiera się na drobnym rolnictwie – głównie uprawa oliwek. Jest tu także ferma drobiu i obora bydła. Większość mieszkańców dojeżdża do pracy w pobliskich strefach przemysłowych.

## Transport
Z moszawu wyjeżdża się na zachód drogą nr 8911, którą dojeżdża się do skrzyżowania z lokalną drogą prowadzącą do moszawu Awdon. Droga nr 8911 prowadzi dalej na zachód do skrzyżowania z drogą nr 70 pomiędzy kibucami Maccuwa i Kabri.